# がんばれ!ペナキッズ
『がんばれ！ペナキッズ』とは、2006年4月16日（放送開始時期では日曜日の13:24〜13:54）から2008年3月29日まで中部日本放送（CBC）で毎週土曜日17:30〜18:00まで放送されていたスポーツバラエティ番組で、お笑いコンビ・ペナルティの冠番組。

## 放送時間の変遷
- 2006年4月16日～2007年3月25日　13:24～13:54
- 2007年4月14日～2008年3月29日　17:30～18:00

最終回のみ『オールスター感謝祭’08』放送の関係で放送時間が16:00～16:30（サタデー生ワイド そらナビの前枠）だった。

## 概要

### 前期（2006年4月16日～9月24日）
- 愛知県豊山町にある弱小少年サッカーチームを「ペナキッズ」と名付け、ヒデが監督役、ワッキーがコーチ役となって、彼らを鍛え上げていく姿を追ったドキュメント番組。
- 最終目標は、初戦で大敗した愛知FCに勝利する事。
- 序盤は、基礎を鍛え直したり、ユニークな特訓で鍛えていったが（長良川での合宿では、「ミスターナガレ」に扮した萩原流行も登場。しかしPK特訓で、萩原の大切にしていたドイツW杯の公式球が川に流される惨事も。）、後半は練習試合を主に行っていた。
- 当初の課題であった、得点力不足も徐々に解消されつつあったが、結局愛知FCとのリベンジ戦も0対4で敗北。戦ったペナキッズだけでなく、（テレビ番組上ながら）初めての監督・コーチ経験だったペナルティにも悔いが残る結果となった。

### 後期（2006年10月1日～2008年3月29日）
- 毎回、1つのスポーツをテーマにした様々なゲームで、視聴者親子3組が戦うスポーツバラエティ番組。かつてCBCで製作されていた『進め!クリフハンガー冒険隊』の流れを汲む番組構成。
- まずは予選4ゲーム（2007年4月14日放送分からは3ゲーム）を行い（うち1ゲームは、親が有名選手に扮したワッキーやワッキーが連れてきた刺客と戦うボーナスステージ）、合計ポイントの上位2組で決勝ステージを戦う。
  - テーマ『野球』の回では、決勝ステージは各組の子供が代表となって投手・打者に分かれての1打席勝負で戦ったが、投手の初球デッドボールで決着した珍事が起きた。
- 2006年12月25日～12月29日の5日間、10:50～11:20の間で「がんばれ!ペナキッズ特別版」として10月のリニューアル後に放送した中から選んで再放送した。

## 当番組のリニューアル
- 2006年10月1日放送分からオープニングやエンディングなどに使用される曲が変更された。
- 2007年4月14日放送分から、毎週土曜日17:30～18:00に移動（『ウルトラマンメビウス』の後番組）。同時に字幕テロップの表示・オープニングなどに使用される曲が全面的に変更された。また、この日の放送からハイビジョン放送になった（オープニングの際、画面右上に「HV ハイビジョン制作」と表示）。

## 出演者
- ペナルティ（ヒデ・ワッキー）
- 中西直輝（CBCアナウンサー、ナレーション、2006年4月16日～2007年4月8日）
- 青木まな（CBCアナウンサー、ナレーション、2007年4月14日～2008年3月29日）

## スタッフ
構成
- 松永英隆
- 武藤真人
- 荻巣しぐれ
- 森下ゆうじ
- 米川英臣

ディレクター
- 岡田広
- 山内俊人
- 久野貴史
- 松尾浩康

プロデューサー
- 佐藤浩二
- 水本章

制作協力
- よしもとクリエイティブ・エージェンシー東海支社（旧：吉本興業東海支社）

製作著作
- CBC

## ネット局
- 静岡放送（金曜日15:00～15:30）
- 宮崎放送（2007年8月に単発放送）